# Chavanac
Chavanac (Chavanac auf Okzitanisch) ist eine französische Gemeinde mit 49 Einwohnern (Stand 1. Januar 2022) im Département Corrèze in der Region Nouvelle-Aquitaine. Die Einwohner nennen sich Chavanacois(es).

## Geografie
Die Gemeinde liegt im Zentralmassiv auf dem Plateau de Millevaches und somit auch im Regionalen Naturpark Millevaches en Limousin.
Tulle, die Präfektur des Départements, liegt ungefähr 70 Kilometer südwestlich, Égletons etwa 30 Kilometer südwestlich und Ussel rund 25 Kilometer südöstlich.
Nachbargemeinden von Chavanac sind Millevaches im Norden, Saint-Sulpice-les-Bois im Osten, Meymac im Süden sowie Saint-Merd-les-Oussines im Westen.
Der Ort liegt am rechten Ufer des Oberlaufs der Vézère.

### Verkehr
Der Ort liegt ungefähr 20 Kilometer nordwestlich der Abfahrt 23 der Autoroute A89.

## Wappen
Beschreibung:In Gold Salome mit rotem Oberteil und blauen Rock mit Goldeinsatz und goldener Haarkappe  mit dem Kopf Johannes des Täufers in der rechten Hand.

## Einwohnerentwicklung
| Jahr      | 1962 | 1968 | 1975 | 1982 | 1990 | 1999 | 2007 | 2016 |
| Einwohner | 67   | 67   | 46   | 48   | 34   | 49   | 61   | 52   |

## Sehenswürdigkeiten
- Die Kirche Nativité-de-Saint-Jean-Baptiste, ein Sakralbau aus dem 13. Jahrhundert[2].
- Mehrere Monumentalkreuze aus dem 16. Jahrhundert[3].
- Das Moor von Longéroux, ein 8000 Jahre altes Moor auf dem Plateau de Millevaches mit einer Größe von 255 ha[4][5].